# Підрозділ карабінерів з охорони культурної спадщини
Підрозділ карабінерів з охорони культурної спадщини (італ. Comando carabinieri per la tutela del patrimonio culturale) — оперативний підрозділ Корпусу карабінерів в Італії, покликаний боротися із злочинами у царині мистецтва.

## Історія

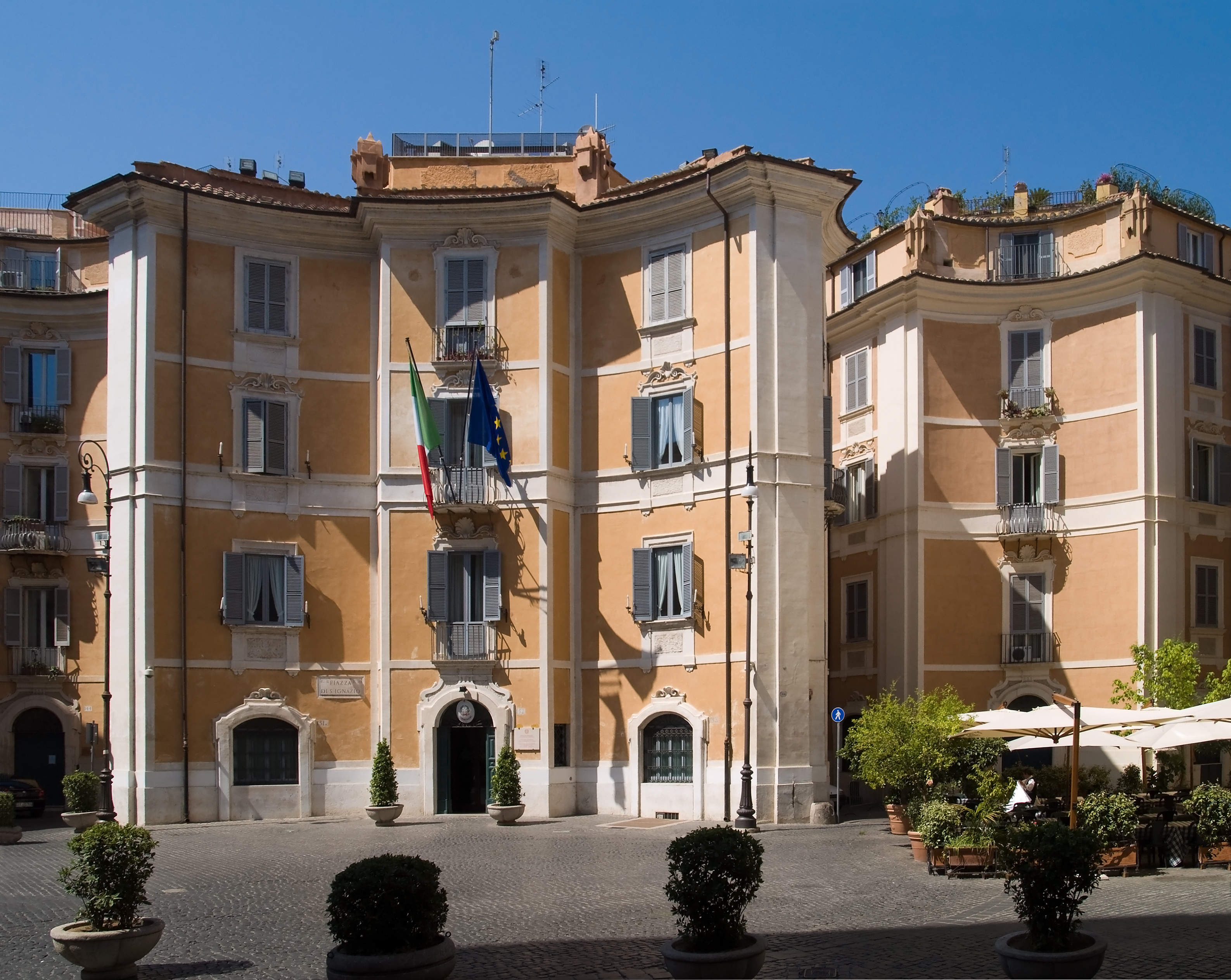
Палац Святого Іґнаціо в Римі, штаб-квартира підрозділу

Підрозділ заснований 3 травня 1969 року за ініціативою тодішнього керівника Головного командування карабінерів генерала Арнальдо Феррара як Центр карабінерів з охорони культурної спадщини при Міністерстві освіти Італії. Це був перший у світі спеціалізований орган у такій сфері, який випередив вимоги Конвенції ЮНЕСКО про заходи, спрямовані на заборону і попередження незаконного ввезення, вивезення та передачі права власності на культурні цінності (1970 р.).
Підрозділ розмістили в історичному палаці Святого Ігнатія, зведеному у стилі пізнього бароко за проектом архітектора Філіпа Раґуцціні.

## Організація
Підрозділ складається з чотирьох відділів: археології, античних справ, підробок і сучасного мистецтва. Штаб-квартира розташована в Римі. Підрозділ має дванадцять регіональних відділень:
- Анкона
- Барі
- Болонья
- Венеція (Нова Прокурація[en], Площа святого Марка, 63[4])
- Генуя
- Козенца
- Монца
- Неаполь
- Палермо і Сіракузи (підпорядковане палермському відділенню)
- Сассарі
- Турин
- Флоренція

Функціонує в координації з  Міністерством культурного спадку, діяльності і туризму Італії (МКСДТ).

## Завдання
Підрозділ попереджає і розслідує злочини, пов'язані з грабежем археологічної спадщини, крадіжками і незаконною торгівлею творами мистецтва, пошкодженнями пам'ятників і археологічних зон, незаконним вивезенням культурних цінностей та підробкою творів мистецтва. Займається моніторингом і контролем археологічних пам'яток і діяльності крамниць старих речей, художніх та антикварних продавців і реставраторів. Також бере участь у судово-медичній експертизі; розробці і просування освітніх матеріалів; консультуванні зарубіжних міністерств, поліції та митних органів; діяльності міжнародних миротворчих місіях; захисті і відновленні культурних цінностей в зонах стихійних лих.

## Партнери
Підрозділ на міжнародному рівні співпрацює з організаціями, включаючи ЮНЕСКО, УНІДРУА, Міжнародна рада з охорони пам'яток та історичних місць, Міжнародна рада музеїв та Інтерпол. Усередині країни взаємодіє з низкою університетів, культурних фондів і науково-дослідних центрів, у тому числі ІККРОМ, а також місцевими відділами МКСДТ і церковними органами.